# Bill Nye
William Sanford Nye (Washington D.C., 1955. november 27. –) ismertebb nevén Bill Nye the Science Guy amerikai mérnök, műsorvezető. Legismertebb műsorai a Bill Nye the Science Guy (1993–1998) és a Bill Nye Saves the World (2017–2018).
Először a Boeingnél dolgozott mérnökként, ő fejlesztette ki a hidraulikus rezonancia-tompító csövet, amelyet a Boeing 747-es repülőgépeken használnak. 1986-ban kilépett a Boeing-től és humoros műsorokban folytatta karrierjét. Szerepelt az Almost Live! című szkeccsműsorban, ahol bolondos kísérleteket hajtott végre. Művészneve is innen származik, ugyanis Nye egyszer kijavította John Keistert, az Almost Live! házigazdáját, ő ugyanis rosszul ejtette a "gigawatt" szót. Keister ekkor így válaszolt: "Mit gondolsz, ki vagy te? Bill Nye, a tudós?"
A Bill Nye the Science Guy 1993-tól 1998-ig futott. Ismert volt a főcímdaláról - amely büszkén hirdette a következőt: "Science rules!" (A tudomány király!) – és a "magas fordulatszámon pörgő műsorvezetéséről". A műsor sikeres lett mind a gyerekek, mind a felnőttek körében, és kritikai szempontból is kedvezően fogadták.
A The Planetary Society vezérigazgatója, illetve két tudományos könyv szerzője: Undeniable: Evolution and the Science of Creation (2014) és Unstoppable: Harnessing Science to Change the World (2015). Mindkettő bestseller lett. Nye több tévéműsorban is szerepelt, például a Dancing with the Stars-ban, az Agymenőkben vagy az Inside Amy Schumer-ben. 2017 márciusában dokumentumfilm készült róla Bill Nye: Science Guy címmel, amelynek főszereplője is volt. A filmet 2017 októberében a The New York Times "a kritikus választásának" ("Critic's Pick") nevezte. 2017-ben mutatkozott be a Bill Nye Saves the World a Netflixen.

## Élete
1955. november 27-én született Washingtonban. Édesanyja, Jacqueline Jenkins (1921–2000) kódtörő volt a második világháborúban, míg apja, Edwin Darby "Ned" Nye (1917–1997) szintén szolgált a második világháborúban, illetve épített egy leszállópályát Wake Islanden. Nedet elkapták, így négy évig egy hadifogoly-táborban élt elektromosság és karórák nélkül. Itt alakult ki a napórák iránti szenvedélye. Jenkins-Nye a "Goucher Girls" nevű kicsi, elit lánycsapat tagja volt. Őket a haditengerészet fogadta fel Japán és Németország által használt kódok feltörésére.
A Lafayette Elementary School és az Alice Deal Junior High tanulója volt, majd a Sidwell Friends középiskolában folytatta a tanulmányait. 1973-ban érettségizett. Ezután a New York-i Ithacába költözött, hogy a Cornell Universityn folytathassa tanulmányait. A tudomány iránti lelkesedése csak erősebb lett, amikor Carl Sagan csillagászati óráira járt. 1977-ben diplomázott.
Ezután a Boeingnél és a Sundstrand Data Controlnál dolgozott. A Boeing-nél kifejlesztette azt a hidraulikus rezonancia-tompító csövet, amelyet a Boeing 747 repülőgépeken használnak. Négyszer jelentkezett a NASA űrhajósképző programjára, mindegyik alkalommal sikertelenül.
Miután 1978-ban megnyert egy Steve Martin hasonmás versenyt, stand-upolni kezdett. Nye barátai gyakran kérték arra, hogy utánozza nekik Steve Martint, és ekkor jött rá, hogy szereti megnevettetni az embereket.

## Magánélete
Házai vannak Studio Cityben (Los Angeles), New York City-ben és a Seattle közelében található Mercer Island-en. A kaliforniai háza napelemes.
2006. február 3-án házasodott össze Blair Tindall-el, de hét hét után elváltak. Tindall 2007-ben betört Nye lakásába, ellopott pár tárgyat, többek között a laptopját (amelyen Nye nevében rágalmazó leveleket küldött), illetve megmérgezte Nye növényeit is. Mindezek miatt távoltartási végzést szerzett Tindall ellen. Tindall elismerte, hogy megölte Nye növényeit, viszont azt tagadta, hogy fenyegetést jelentene Nye számára. Nye végül beperelte Tindallt, mivel megsértette a távoltartási végzést.

## Filmjei
- Back to the Future (1991–1992)
- Légy valódi! (2000)
- Gyilkos számok (2005–2008)
- Csillagkapu: Atlantisz (2008)
- Agymenők (2013–2018)
- Szomszédok az űrből (2014)
- Amynek áll a világ (2015)
- Miles a jövőből (2015–2018)
- Rejtjelek (2018–2020)
- Amerikai fater (2020)
- Scooby-Doo és (sz)társai (2020)
- Mank (2020)